# Ходзинська Антоніна Володимирівна
Ходзинська Антоніна Володимирівна (нар. 1 серпня 1983) — українська тенісистка, майстер спорту України міжнародного класу. Срібна призерка Літніх Паралімпійських ігор 2012 року.
Займається настільним тенісом у Харківському обласному центрі «Інваспорт».